# Gebergten en Herselse Heide
Het gebied Gebergten en Herselse Heide is een ca 150 ha groot bosgebied bij Lierop in de gemeente Someren.
Het bestaat uit droge naaldbossen met hier en daar een plekje heide en stuifzand. In het oosten en in het midden liggen motorcrossbanen en in het zuiden de A67, zodat rustzoekers enige kans lopen op teleurstellingen. Door zijn ligging in een relatief weinig verstedelijkt gebied, de omvang en de afwisseling met landbouwgronden en oude gehuchten biedt het nochtans aardige wandelmogelijkheden.
In het zuidwesten vindt men de Gebergten, een ca 25 ha groot groot voormalig stuifzandgebied met een groot jeneverbesstruweel, dat echter te lijden heeft van de schaduw van het omringende dennenbos.